# Бакланка (приток Сеньги)
Бакланка — река в России, протекает по Грязовецкому району Вологодской области. Устье реки находится в 26 км от устья реки Сеньга по левому берегу. Длина реки составляет 18 км.
Исток Бакланки находится в заболоченном лесу в 7 км к юго-западу от деревни Анохино (Сидоровское муниципальное образование) и в 33 км к юго-востоку от Грязовца.
Река течёт на северо-восток, русло извилистое. Крупнейший приток — Кирица (правый). На берегах реки — деревни Сидоровского муниципального образования: Герасимово, Анохино, Бакланка (левый берег); Паново, Хлебниково, Ушаково (правый берег).
Впадает в Сеньгу ниже нежилой деревни Отметниково.

## Данные водного реестра
По данным государственного водного реестра России относится к Двинско-Печорскому бассейновому округу, водохозяйственный участок реки — Северная Двина от начала реки до впадения реки Вычегда, без рек Юг и Сухона (от истока до Кубенского гидроузла), речной подбассейн реки — Сухона. Речной бассейн реки — Северная Двина.
Код объекта в государственном водном реестре — 03020100312103000006677.